# Arda Kardeşler
Arda Kardesler (ur. 3 stycznia 1988 w Bursie) – turecki sędzia piłkarski sędziujący mecze w Süper Lidze.

## Życiorys
Urodził się 3 stycznia 1988 roku w Bursie. Ukończył studia na Uniwersytecie w Uludag na Wydziale Mechanicznym.  Jest synem byłego bramkarza Bursasporu, Esera Kardeşlera, oraz bratem bramkarza Erce'a Kardeşlera. Karierę sędziowską rozpoczął w 2009 roku. Jako arbiter zadebiutował 1 września 2013 roku. W Süper Lidze sędziuje od sezonu 2015/2016.